# 타케미츠 토오루

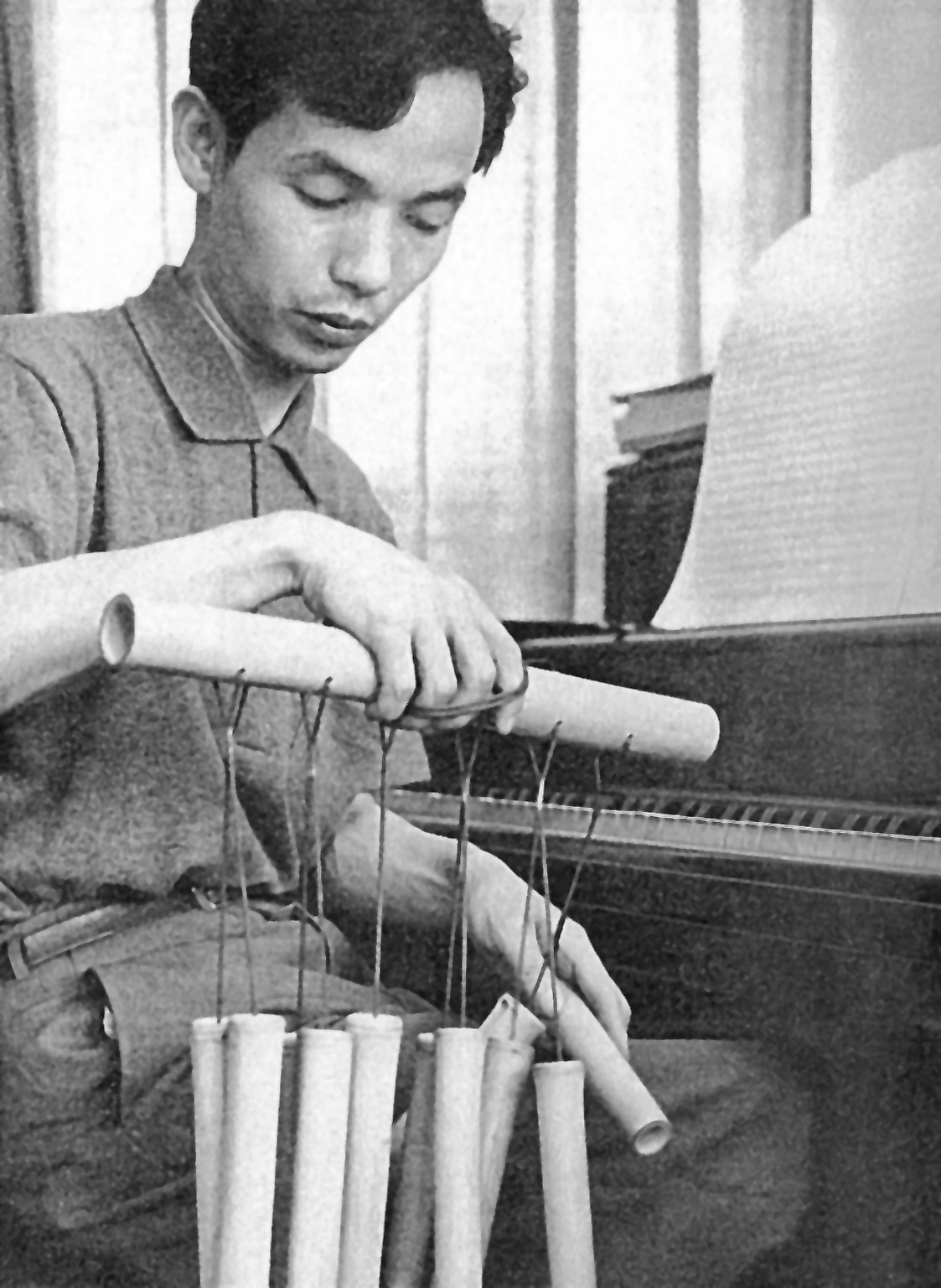
타케미츠 토오루

타케미츠 토오루(일본어: 武満徹, 1930년 10월 8일 ~ 1996년 2월 20일)는 일본의 작곡가, 미학자이다.
재즈, 대중음악, 아방가르드, 일본 전통 음악 등 다양한 음악의 영향을 받았고, 드뷔시와 메시앙으로 거슬러 올라가는 화성적 언어를 사용하였다.
1957년 작품 레퀴엠을 통해 국제적으로 주목을 받았으며, 가장 중요한 20세기 일본인 작곡가로 인정받게 되었다. 또한 100편의 영화음악, 탐정소설 등을 썼다.

## 주요 작품

### 발레
- 삶의 기쁨(1951)
- 은하철도여행(1953)

### 관현악
- 현을 위한 레퀴엠(1957)
- 음의 고독(1958)
- 숲의 노래(1961)
- 도리아의 지평선(1964)
- 초록색(1967)
- 겨울(1971)
- 가을 정원에서(1973,9)
- 마지나리아(1976)
- 새들이 별모양의 정원으로 내려앉다(1977)
- 꿈의 시간(1981)
- 비가 내리다(1982)
- 꿈의 창(1985)
- 삼림한계선(1988)
- 풍경(1990)
- 바람은 얼마나 느린가(1991)
- 군도(群島)(1993)
- 영혼의 정원(1994)
- 3개의 영화음악(1994~5)

### 협주곡
- 장면(첼로)(1959)
- 텍스트(피아노)(1964)
- 호(弧)Ⅰ(피아노)(1963~6)
- 호(弧)Ⅱ(피아노)(1964~6)
- 11월의 발자국(비와&샤쿠하치)(1967)
- 성채(星彩)(피아노)(1968)
- 카시오페이아(피아노)(1971)
- 가을(비와&샤쿠하치)(1973)
- 꿈의 가장자리로(기타)(1983)
- 무지개로(오보에 다모레, 기타)(1984)
- 오리온과 플레이아데스(첼로)(1984)
- 리버룬(피아노)(1984)
- 쌍둥이자리(오보에, 트롬본)(1971~86)
- 나는 물이 꿈꾸는 것을 들었다(플루트)(1987)
- 향수(鄕愁)(바이올린)(1987)
- 가을 주위의 줄(비올라)(1989)
- 나를 보낸다, 당신이 부르는 시간(타악기)(1990)
- 스펙트럼 상수(바이올린, 기타)(1995)

### 실내악곡
- 요정의 거리(바이올린, 피아노)(1951, 89)
- 실내 협주곡(1955)
- 마스크(플루트2)(1959~60)
- 풍경(현악 4중주)(1960)
- 반지(플루트, 테르츠 기타, 류트)(1961)
- 나쁜 소년(기타3)(1961)
- 희생(알토플루트, 류트, 비브라폰, 앤틱 심벌즈)(1962)
- 발레리아(바이올린, 첼로, 기타, 전자오르간, 피콜로2)(1965,9)
- 비가(悲歌)(바이올린, 피아노)(1966)
- 식(蝕)(비와&샤쿠하치)(1966)
- 목소리(플루트)(1971)
- 여행(비와3)(1973)
- 비가 내리는 정원(호른, 트럼펫4, 트롬본4, 튜바)(1974)
- 기타를 위한 12개의 노래(1974~7)
- 브라이스(플루트, 하프2, 타악기)(1976)
- 물결(클라리넷, 호른, 트롬본2, 큰북)(1976)
- 수로(水路)(바이올린, 첼로, 클라리넷, 피아노, 하프2, 비브라폰2)(1977~8)
- 외로움의 길(현악 4중주)(1980)
- 바다로(알토플루트, 기타(또는 하프))(1981)
- 비의 나무(타악기)(1981)
- 비의 주문(플루트/알토플루트, 클라리넷, 하프, 피아노, 비브라폰)(1982)
- 십자가의 부활(1982)
- 11월의 안개와 국화로부터 멀리(바이올린, 피아노)(1983)
- 흔드는 거울의 새벽(바이올린2)(1983)
- 오리온(첼로, 피아노)(1984)
- 그 동안에(오보에 5중주)(1986)
- 히로시마로 지어진 소년(기타2)(1987)
- 모든 황혼(기타)(1987)
- 방황(플루트)(1989)
- 기타를 위한 소품(1991)
- 내가 그것이 바람인 것을 알 때 그리고(플루트, 비올라, 하프)(1992)
- 조석(潮汐) 사이에서(피아노 3중주)(1993)
- 산책로에 내려앉은 새(비올라, 피아노)(1994)
- 아리아(플루트)(1995)
- 숲에서(기타)(1995)

### 피아노
- 2개의 소품(1949)
- 서커스에서(1952)
- 다른 곳으로(1973)
- 아이들을 위한 피아노 소품(1978)
- 비가 내리는 나무의 스케치(1982)
- 꿈꾸는 비(1986)

### 합창
- 교차(1969)
- 풀(1982)
- 삶의 나의 길(1990)

### 가곡
- 사요나라(1954)
- 작은 방에서(1955)
- 나는 단지 노래를 부르네(1958)
- 사랑의 놀이(1961)
- 환초(1962)
- 작은 하늘(1962)
- 눈(1963)
- 보이지 않는 아이들(1963)
- 신기한 아이(1963)
- 3월의 달에(1965)
- 만남(1968)
- 불타는 가을(1978)
- 날개(1978)
- 섬으로(1983)
- 모두 혼자다(1985)